# Kristijan Krajina
Kristijan Krajina (ur. 28 grudnia 1990 w Osijeku) – chorwacki koszykarz występujący na pozycji środkowego, od 2022 zawodnik New Taipei CTBC DEA.
7 grudnia 2021 dołączył do GTK Gliwice.

## Osiągnięcia
Stan na 1 grudnia 2023, na podstawie, o ile nie zaznaczono inaczej.
NCAA
- Uczestnik rozgrywek turnieju NCAA (2014)
- Mistrz turnieju konferencji Northeast (NEC – 2014)
- Lider NEC w skuteczności rzutów za 2 punkty (63,1% – 2013)

Drużynowe
- Mistrz:
- Szwajcarii (2021)
  - Tajwanu (2023)

Indywidualne
- Uczestnik meczu gwiazd ligi Tajwanu (2023)
- Lider ligi chorwackiej w zbiórkach (2016)